# Сорочий сорокопут
Сорочий сорокопут (лат. Lanius melanoleucus) — вид певчих птиц из семейства сорокопутовых. Выделяют три подвида.

## Описание
Сорочий сорокопут достигает длины 40—50 см, из которых 21,5—34 см приходится на очень длинный хвост. Оперение контрастное, чёрно-белое. У самца голова, спина, кроющие крыла, хвост, а также почти вся нижняя часть тела чёрного цвета. Белые перья на плечах образуют вместе с серовато-белым надхвостьем на верхней части тела белый V-образный рисунок. Маховые перья преимущественно чёрные. Клюв и ноги чёрные.
Подвиды отличаются преимущественно длиной хвоста и крыльев, протяжённостью белого пятна на крыльях, оттенком серого на гузке и оттенком коричневого в оперении. Номинативная форма имеет самую большую длину крыльев и хвоста, подвид U. m. aequatorialis самый короткий хвост с более глубоким чёрным цветом на горле и груди. Подвид U. m. expressa меньше, белое пятно на крыльях меньше и надхвостье скорее серое, чем белое.

## Распространение
Область распространения охватывает территорию Анголы, Ботсваны, Кении, Мозамбик, Намибии, Южной Африки, Свазиленда, Танзании, Замбии и Зимбабве. Естественная среда обитания вида — это преимущественно акациевая саванна, открытый, сухой лес и буш. Иногда вид встречается также в лиственном лесу, напр. состоящем из деревьев мопане.

## Образ жизни
Птицы питаются, прежде всего, членистоногими, преимущественно насекомыми. Они поедают также двупарноногих, пресмыкающихся, мышей и иногда мелкие плоды, а также свежее мясо и падаль. Сорочьи сорокопуты живут чаще маленькими группами, однако, в пределах группы гнездится, очевидно, только одна моногамная пара, которая защищает небольшую территорию вокруг гнезда. В кладке от одного до шести, обычно от 3-х до 5-и яиц. Птенцы выкармливают насекомыми, пресмыкающимися и грызунами.

## Подвиды
Выделяют три подвида:
- L. melanoleuca aequatorialis (Reichenow, 1887) — Южная Кения и Танзания.
- L. melanoleuca melanoleuca Jardine, 1831 — Южная Замбия, Намибия, запад Зимбабве и север Южной Африки.
- L. melanoleuca expressa Clancey, 1961 — юг Малави, север Мозамбика, восток Южной Африки.